# Le Bû-sur-Rouvres
Le Bû-sur-Rouvres é uma comuna francesa na região administrativa da Normandia, no departamento Calvados. Estende-se por uma área de 2,83 km². Em 2010 a comuna tinha 109 habitantes (densidade: 38,5 hab./km²).